# Maladie de Kawasaki
Pour les articles homonymes, voir Kawasaki.
 Mise en garde médicale
La maladie de Kawasaki, également appelé « syndrome lympho-cutanéo-muqueux »  ou « syndrome adéno-cutanéo-muqueux », est une maladie infantile, d'origine immunologique, consistant en une vascularite fébrile touchant les artères de moyen et petit calibre.
L'hypothèse dominante est qu'il s'agit d'une maladie infectieuse, peut-être secondaire à une co-infection par plusieurs germes, se traduisant par une inflammation des artères. C'est une maladie émergente en Europe.
Bien que dans les trois quarts des cas, la maladie puisse évoluer favorablement sans intervention, il est indispensable de la traiter en raison des complications graves (problèmes cardiaques, anévrismes, choc toxique, choc cytokinique) pouvant intervenir dans la quatrième semaine à quelques mois plus tard.

## Historique
Au Japon, dès 1961, le pédiatre Tomisaku Kawasaki signale une nouvelle maladie chez des enfants de moins de 5 ans qu'il appelle syndrome adéno-cutanéo-muqueux. Il se heurte au scepticisme de ses collègues japonais qui considèrent qu'il s'agit d'une forme atypique de réactions allergiques médicamenteuses déjà connues. Mais d'autres médecins japonais font un lien entre cette maladie et des complications cardiovasculaires.
En 1967, Kawasaki publie une description clinique complète, sur la base d'une étude de 50 cas. Il la publie dans une revue japonaise d'allergologie, pour éviter un conflit avec les partisans d'une cause allergique.
Le Japon instaure alors un système national de surveillances et d'études épidémiologiques, sous l'égide d'un Japan Kawasaki Research Committee, qui permet de détecter près de 5000 à 6000 nouveaux cas par an, environ 150 cas pour cent mille enfants de moins de 5 ans.
La maladie a d'abord été considérée comme particulière au Japon, mais en 1974, 9 cas sont reconnus à Hawaï et publiés en anglais ;  la même année l'article original en japonais de Kawasaki est traduit en anglais. Ces deux publications déclenchent des études internationales. Dans les années qui suivent, la maladie de Kawasaki est signalée aux États-Unis, au Canada et en Europe, et enfin dans le monde entier. Cependant, les incidences sont beaucoup plus faibles qu'au Japon ; par exemple aux États-Unis, dans les années 1980-1990, de 4 à 15 cas pour cent mille enfants de moins de 5 ans.
Le premier cas français est signalé en 1979,. En 1982, une enquête rétrospective retrouve 118 cas répertoriés dans les années précédentes. En 1997, l'incidence de la maladie est estimée à 200 nouveaux cas par an en France.
Dans son étude de 1967, Kawasaki indiquait que ni les antibiotiques, ni les anti-inflammatoires, ne modifiaient le cours de la maladie. En 1981, une publication signale l'effet favorable d'un traitement par immunoglobulines intraveineuses (IgIV) sur le purpura thrombocytopénique idiopathique de l'enfant. Ce qui donne l'idée à des chercheurs japonais de les essayer dans la maladie de Kawasaki.
Dans les années qui suivent, des études multicentriques randomisées sont organisées aux États-Unis pour évaluer divers protocoles de traitement. Elles permettent de déterminer que l'association IgIV et aspirine réduit le risque de lésions cardiaques de 20 % à moins de 5 %, avec disparition plus rapide des signes cliniques et biologiques. En 1988, ce traitement fait partie des recommandations de l'Académie américaine de pédiatrie, et depuis, il reste la base des traitements adoptés contre la maladie de Kawasaki.
En avril 2020, lors de la pandémie de Covid-19, une recrudescence de cas évocateurs de la maladie de Kawasaki est constatée au Royaume-Uni, en Italie et en France. Ces cas sont souvent associés à des cas de Covid-19 chez le jeune enfant (lire ci-dessous).

## Épidémiologie

### Données récentes
Par ordre de fréquence, cette maladie vient en deuxième position après le purpura rhumatoïde en matière de vascularites infantiles. Elle atteint, dans plus des trois quarts des cas, l'enfant entre 6 mois et 5 ans, avec un maximum vers l'âge de 2 ans. Elle affecte plus souvent les garçons (3 garçons pour 2 filles). La maladie est rare avant l'âge de 3 mois, ce qui suggère une protection par anticorps d'origine maternelle, et elle est très rare chez les adolescents et adultes.
Elle se retrouve dans tous les pays, mais avec des incidences variables, ce qui peut dépendre de facteurs ethniques, environnementaux, et du système de surveillance (fiabilité du recueil des données). De façon générale, on constate une nette progression de l'incidence dans les vingt premières années de surveillance de la maladie, jusqu'à une stabilisation des données,.
La maladie de Kawasaki est dix fois plus fréquente dans les pays asiatiques que dans les pays occidentaux. L'incidence la plus forte est observée au Japon, pouvant aller jusqu'à 264 cas pour 100 000 enfants de moins de 5 ans ; suivi de la Corée du Sud (134) et de Taïwan (82).
Dans le reste de l'Asie, l'incidence semble dépendre du niveau de développement industriel et de la mise en place de système de surveillance et d'accès aux soins. En Chine, les incidences les plus fortes se retrouvent à Hong-Kong (74), Shangaï et Pékin (50 à 55).
Les données concernant l'Amérique latine, le Moyen-Orient et l'Afrique sont absentes ou très limitées.
Aux États-Unis, l'incidence est de 17 à 21 cas pour 100 000 enfants de moins de 5 ans : les asiatiques et ceux issus des îles du Pacifique, vivant aux États-Unis ont une incidence de la maladie deux fois et demi supérieure, ce qui suggère fortement une origine génétique aux variations géographiques.
En Europe et en Australie, l'incidence est de l'ordre de 4 à 15 cas pour 100 000 enfants de moins de 5 ans. Elle est la plus faible dans les pays scandinaves (4 à 6), et la plus forte en Irlande et en Italie (14 à 15). La France se situe en position moyenne avec 9 cas pour 100 000 enfants de moins de 5 ans (étude réalisée dans le nord de la France durant la période 2005-2006).
Il existe une périodicité saisonnière. En Asie et surtout au Japon, la maladie est le plus souvent reportée en hiver-début du printemps, avec un autre pic moins important au début de l'été. Le Japon a signalé des années plus fortes que d'autres, alors que la Chine a son pic au printemps-début de l'été.
La périodicité hiver-début du printemps se retrouve aussi aux États-Unis et en Europe, la Finlande se distingue avec un pic automne-hiver, alors qu'Hawaï n'observe pas de périodicité, ce qui pourrait être lié à son climat tropical. Ces variations saisonnières et l'atteinte exclusive des petits enfants sont en faveur d'une origine infectieuse (ce qui n'exclut pas d'autres causes, génétiques et environnementales).

### Maladie nouvelle ou méconnue?
La reconnaissance de la maladie à partir des années 1960, du Japon au reste du monde, peut relever de deux processus : il s'agit d'une maladie nouvelle, d'apparition récente, ou d'une maladie ancienne. S'il s'agit d'une maladie ancienne méconnue, elle aurait été présente en étant confondue avec d'autres, par exemple la périartérite noueuse de l'enfant ou la scarlatine avant l'ère des antibiotiques. Après la seconde guerre mondiale, les progrès médicaux (hygiène, antibiotiques, vaccins...) réduisent fortement les fièvres éruptives de l'enfant, la maladie de Kawasaki est ainsi « démasquée », devenue apparente au regard médical.
Le fait que la maladie soit ancienne ou nouvelle ne résout pas le problème de son origine et de ses causes. Les données épidémiologiques ont fait suggérer très tôt que la maladie de Kawasaki  avait une base génétique avec un ou des facteurs infectieux, ce qui expliquerait sa reconnaissance d'abord au Japon, puis à Hawaï, aux États-Unis et en Europe. Des facteurs environnementaux, rendant la maladie plus virulente, sont aussi possibles : elle parait être associée avec le plus grand développement économique dans un monde industrialisé,.
La maladie de Kawasaki, au tournant des XXe et XXIe siècle, pourrait devenir la première cause de maladie cardiovasculaire acquise (non congénitale) de l'enfant. Pour les tenants de l'existence d'un système écologique des maladies (par exemple, le concept de pathocénose), la maladie de Kawasaki prendrait la place occupée autrefois par le rhumatisme articulaire aigu,.

## Causes possibles
Ses causes sont encore très discutées, et elles étaient encore totalement inconnues dans les années 1990 et restent discutées. On connaissait les particularités histologiques de la maladie, à savoir que les tissus atteints étaient infiltrés par des cellules immunitaires plutôt de type mononucléées, lymphocytes, macrophages, plasmocytes, mais assez peu de neutrophiles, alors que les neutrophiles sont les leucocytes les plus augmentés dans le sang lors de la maladie.

### L'hypothèse génétique
La prédominance asiatique de la maladie ne diminuant pas lors de l'émigration, a fait émerger l'étude de potentiels facteurs génétiques, qui rendraient plus susceptibles de déclencher la maladie. Puis des simulations épidémiologiques orientent vers l'hypothèse d'une biotoxine préformée ou, d'un agent environnemental aéroporté par des vents soufflant de la Chine du nord, vers le Japon, non vers l'hypothèse infectieuse directe.
En outre, le risque de survenue de la maladie dans la fratrie est décuplé par rapport à la population générale. Si les parents ont eu la maladie, les enfants ont deux fois plus de risque de l'avoir que la moyenne,. En étudiant la liaison des polymorphismes de l’ensemble du génome, des chercheurs ont montré un polymorphisme dans l’intron 1 du gène codant l’ITPKC dans la population japonaise.

### L'hypothèse infectieuse et immunologique
Elle a été évoquée devant la saisonnalité de la maladie (prédominance hivernale), et la géographie groupée des cas.
Une infection multi-bactérienne pourrait expliquer ce syndrome, : la flore intestinale des malades contiendrait de 10 à 100 fois plus de deux bactéries pathogènes, des staphylocoques produisant des superantigènes auxquels le système immunitaire des malades répond par de la fièvre et d'éventuels œdèmes, et des bactéries caractérisées par une protéine dite « HSP 60 », qui stimulent également la production de cette protéine par les parois des vaisseaux sanguins qui sont alors attaqués par le système immunitaire du patient. La proportion de lymphocyte CD8+ dans les parois des artères atteintes est plus grande que la proportion de lymphocyte CD4+, ce qui suggérerait un germe intracellulaire.
Parmi les facteurs infectieux suspectés figurent Yersinia enterocolitica, les adénovirus, le virus d'Epstein-Barr, les Herpes virus, et les coronavirus.
En 2005 des chercheurs américains notent la présence d’un supposé nouveau coronavirus humain (dit New Haven HCoV) dans les échantillons nasopharyngés de huit enfants sur un groupe de 11 atteints de la maladie de Kawasaki, alors que dans le groupe témoin de l'étude, un seul enfant sur 22 portait aussi ce virus, mais plusieurs études montreront plus tard de ce coronavirus est le coronavirus NL-63 et aucune association n'a pu être retrouvée entre ce coronavirus et la Maladie de Kawasaki,,,,.

### L'hypothèse environnementale
Dans les années 2010, la piste aéroportée de l'origine de la maladie semble se confirmer : des spores infectieuses du champignon Candida portées par les courants atmosphériques pourraient bien être responsables .
En effet, en 2011, le climatologue catalan Xavier Rodó découvre une corrélation entre les courants atmosphériques, le régime des vents, et les pics d'apparition de la maladie au Japon et aux États-Unis (notamment à Hawaï).
La maladie a un tableau clinique qui évoque celui de l’acrodynie associée à l'intoxication mercurielle, ce qui fait évoquer l'implication d'une toxine environnementale : altération générale, avec fièvre de plus de cinq jours, érythème, atteinte palmo-plantaire et chéilite. De plus, en 2007 au Japon, un taux de mercure urinaire plus élevé a été trouvé chez des malades MK, comparé à celui d'un groupe-témoin, et un patient traité par chélateur (D-pénicillamine) a favorablement évolué.

## Clinique
Spontanément (sans traitement), la maladie de kawasaki débute par une phase aigüe, fébrile, d'une durée de 1 à 2 semaines, suivie d'une phase subaiguë de 3 à 6 semaines avec normalisation progressive. Dans près de 25 % des cas (sans traitement précoce), des complications cardiaques peuvent apparaitre, faisant la gravité de la maladie.

### Manifestations principales

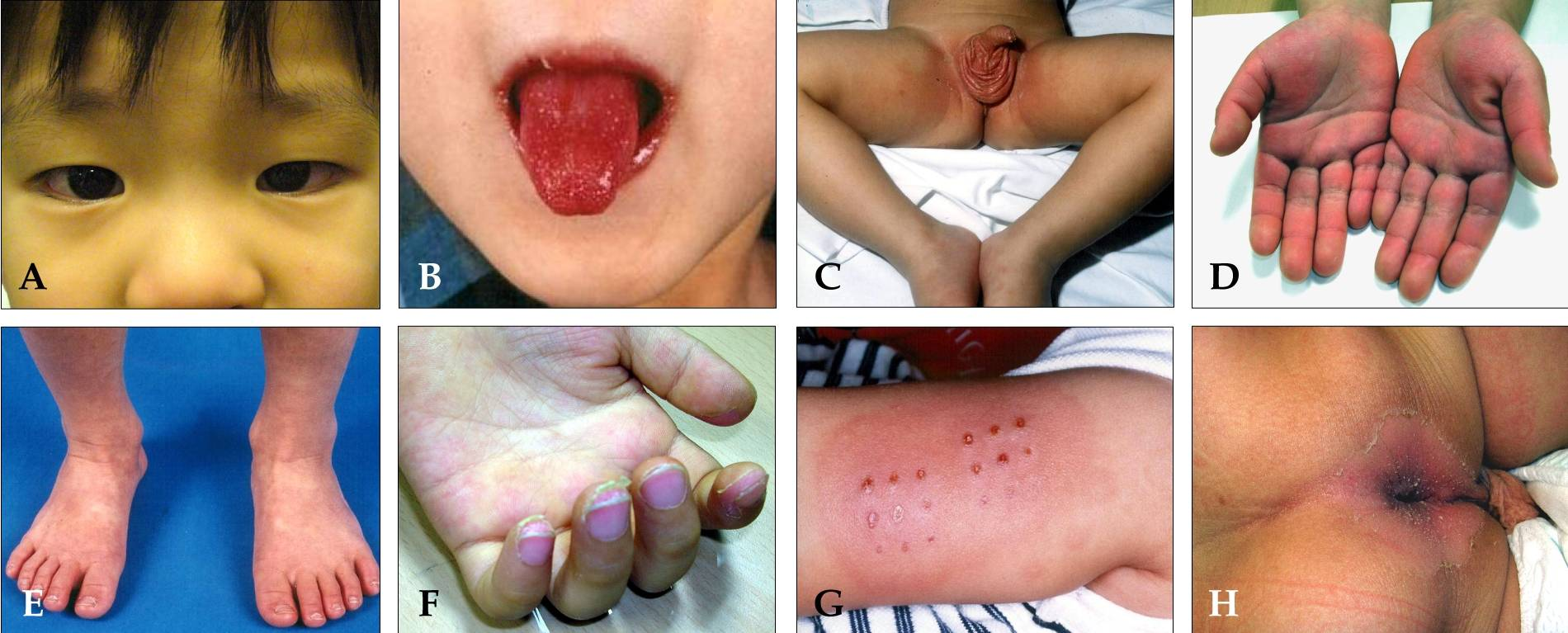
(A) Conjonctivite bilatérale bulbaire, dite non-exsudative. (B) Langue framboisée, avec chéilite douloureuse (lèvres rouges et fissurées) (C) Éruption cutanée diffuse atteignant le périnée (D) Érythème palmaire avec souvent œdème douloureux de la face dorsale des mains (E) Érythème plantaire et œdème de la face dorsale du pied (F) Desquamation des doigts (G) Érythème et induration sur le site d'une précédente vaccination par le BCG (H) Desquamation érythémateuse péri-anale.

La maladie se caractérise par six manifestations principales qui définissent des critères diagnostiques, l'ordre d'apparition le plus fréquent étant :
1. Une forte fièvre (supérieure à 38,5 °C), de plus de cinq jours et ne cédant pas aux médicaments antipyrétiques ou aux antibiotiques. Elle peut être accompagnée d'une altération de l'état général, de maux de tête ;
2. une conjonctivite bilatérale bulbaire (du globe oculaire plus que de la paupière), dite non-exsudative (non purulente), avec une photophobie chez les plus de deux ans ;
3. une atteinte de la muqueuse buccale réalisant un énanthème (pharyngite) avec une langue framboisée, et une  chéilite douloureuse (lèvres rouges et fissurées) ;
4. des ganglions gonflés au niveau du cou (adénopathies cervicales), souvent unilatéraux et volumineux (plus de 1,5 cm de diamètre)[9].
5. une éruption cutanée réalisant un exanthème d'aspect variable : de type scarlatiniforme, à type de grandes plaques confluentes, ou de type morbilliforme, par petites plaques, pouvant aussi ressembler à un syndrome de Stevens-Johnson. Elle apparait au niveau des membres, du tronc et du siège, souvent suivie d'une desquamation du siège, péri-anale caractéristique[16]. Chez les moins de deux ans, une inflammation de cicatrices du BCG peut s'observer entre le 1e et le 4e jour de fièvre[12],[9] ;
6. l'atteinte des extrémités est très caractéristique de la maladie : érythème à la paume des mains et à la plante des pieds, suivi d'un œdème induré de la face dorsale des mains et des pieds. Les ongles peuvent prendre une coloration orange-brun entre le 5e et 8e jour de fièvre[9]. Une desquamation de la pulpe des doigts et des orteils, et autour des ongles, apparaît vers la 2e ou 3e semaine d'évolution.

Des formes atypiques, plus rares (9 à 10 % des cas), ne répondant pas à ces critères, peuvent se voir chez les moins de 2 ans et les plus de 5 ans. Ce qui peut faire demander une échocardiographie dans des cas de fièvre inexpliquée avec syndrome inflammatoire.

### Autres manifestations
D'autres manifestations sont fréquentes, mais ne sont pas prises en compte dans l'évaluation diagnostique (sauf les atteintes cardiaques qui font la gravité de la maladie).
Une altération de l'état général, des maux de tête, une grande irritabilité peuvent témoigner d'une atteinte méningée. Il peut exister des douleurs articulaires, abdominales et uro-génitales signant des atteintes inflammatoires diverses.
Les atteintes cardiaques sont particulièrement surveillées tout au long de l'évolution,, surtout l'apparition d'une myocardite (20 %), d'une vascularite des coronaires, avec formation ultérieure d'anévrysmes des coronaires.

## Diagnostic
Il n'existe pas de marqueur biologique spécifique de la maladie. Plusieurs signes biologiques sont évocateurs : un syndrome inflammatoire non spécifique (augmentation de la VS et de la CRP)  et une anémie avec hyperleucocytose (à granulocyte neutrophile) et surtout thrombocytose, parfois tardive.

### Diagnostic positif
Le diagnostic repose essentiellement sur les arguments cliniques (âge, tableau clinique et évolution), appuyés par le syndrome inflammatoire biologique  et la mise en évidence d'éventuels anévrismes coronariens à l'échocardiographie.
Les critères de diagnostic sont, :
- Une fièvre de plus de 5 jours, associée à 4 critères au moins (voir liste des 6 critères plus haut) ;
- ou une fièvre de plus de 5 jours avec moins de critères, mais associée à des anomalies des coronaires détectées à l'échographie ;
- ou une fièvre de moins de 5 jours, mais associée à 5 critères.

### Diagnostic différentiel
L'absence de fièvre, ou l'absence de syndrome inflammatoire, doivent faire remettre en cause le diagnostic de Kawasaki. Les diagnostics à éliminer sont, : 
- affections bactériennes (leptospirose, scarlatine, maladie des griffes du chat...) qui répondent en principe à l'antibiothérapie ;
- syndrome du choc toxique, mais présence d'un foyer suppuré ;
- réactions de type allergique ou médicamenteux (réaction d'hypersensibilité, érythème polymorphe mais absence de lésions muqueuses, syndrome de Stevens-Johnson...) ;
- infection parasitaire, comme la toxoplasmose ;
- infection virale (rougeole, rubeole, adénovirus, entérovirus, mononucléose infectieuse...), le plus souvent sans anomalies des extrémités ;
- maladies auto-immunes (maladie de Still qui ne desquame jamais, sarcoïdose, périartérite noueuse, syndrome PFAPA...) ;
- intoxication, comme l'acrodynie au mercure.

## Évolution et complications
La maladie évolue le plus souvent favorablement en deux à trois semaines (seuls 0,5 % à 2,8 % des malades en meurent) ; mais certains patients développent des complications cardiaques (anévrismes coronariens), immunitaires ou feront une rechute.
- Risque cardiaque et d'anévrismes : il se manifeste par la survenue d'une myocardite, d'une péricardite ou d'une atteinte des artères coronaires pouvant entraîner un infarctus, une insuffisance cardiaque aiguë et des troubles du rythme cardiaque.
Une dilatation des artères coronaires peut être objectivée dans un peu moins de la moitié des cas dès la seconde semaine de la maladie[12]. Dans les quatre cinquièmes des cas, cette dilatation régresse mais des anévrismes peuvent apparaître dans le dernier cinquième. Dans ces cas, la cicatrisation se fait vers la constitution d'une fibrose de l'artère avec constitution de rétrécissements de cette dernière (sténose) se manifestant par un défaut d'apport d'oxygène au muscle cardiaque (ischémie), pouvant se compliquer d'angine de poitrine ou d'infarctus du myocarde. Ces complications surviennent, le plus souvent, moins d'un an après le début de la maladie[42].
D'autres artères peuvent avoir la même évolution de manière plus rare[12]. 
À long terme, le risque d'infarctus du myocarde persiste, même s'il est moindre[43].

- Complications immunitaires : dans 2 % des cas environ, un syndrome de tempête de cytokines survient. C'est une complication aiguë et grave. Cette incidence de 2 % est sans doute sous-estimée, car les symptômes de la maladie et les aspects cliniques et biologiques du syndrome sont en grande partie identiques. Un diagnostic de tempête de cytokines doit être posé quand l'enfant atteint de la maladie de Kawasaki KD ne répond pas au traitement par transfusion d'immunoglobulines humaines  et que la fièvre est récalcitrante[44]. 
Les tests portant sur l'évolution des transaminases, des globules blancs et plaquettes sont utiles mais ne suffisent pas à confirmer le diagnostic. Seul le test standard d'hyperferritinémie (> 500 ng/mL), test aisément disponible, rapide et peu coûteux, fait en laboratoire, peut confirmer le diagnostic. 
Si un syndrome de libération de cytokines (SLC) est diagnostiqué rapidement, et qu'un traitement immunomodulateur est aussitôt mis en œuvre, le pronostic est très amélioré (en termes de mortalité et de morbidité). L'IL-1β a un rôle pathogénétique reconnu dans les deux cas, ce qui invite à recommander l'utilisation précoce de bloqueurs de l'Interleukine 1 (IL-1) si la maladie de Kawasaki est réfractaire et que se développe une réaction immunitaire exagérée[44].

- Rechutes : elles sont rares mais possibles, même plusieurs années après avoir été soigné.

## Lien avec la Covid-19 (Kawa-Covid-19)
Fin avril 2020, plusieurs dizaines de nouveaux cas évoquant la maladie de Kawasaki sont détectés hors d'Asie, principalement en Europe (Royaume-Uni, France, Belgique, Italie et Espagne) mais aussi aux États-Unis, au Québec et en Australie. Il ne s'agit cependant pas de la forme classique de la maladie, mais d'une tempête de cytokines produisant une forme atypique de la maladie avec manifestations de douleurs abdominales en sus des symptômes habituels de la maladie.
Selon le Groupe français d’étude des vascularites, la maladie de Kawasaki a « des pics d’incidence d’allure épidémique, ainsi qu’une recrudescence hivernale des cas » ce qui suggère qu'elle soit causée par un agent infectieux « qui n’a pas encore été identifié à ce jour ». Or, cela se passe en pleine pandémie de Covid-19, et plusieurs de ces nouveaux cas sont des enfants déjà confirmés positifs à la Covid-19, ou se trouvant dans des zones fortement touchées par la Covid-19. Ces cas sont donc potentiellement suspects d'infection par le SARS-CoV-2 (le coronavirus causant la Covid-19). Ceci amène des chercheurs à s'intéresser à une potentielle origine infectieuse (non identifiée) dans le déclenchement de la maladie de Kawasaki,. Tandis que d'autres s'intéressent à un potentiel lien entre la maladie de Kawasaki et la principale complication de la Covid-19, la « tempête de cytokines », une réponse excessive du système immunitaire au SARS-CoV-2 qui affecte les poumons et provoque des difficultés respiratoires.
On notera toutefois que certains des nouveaux patients atteints par cette forme de la maladie de Kawasaki ont été diagnostiqués négatifs à la Covid-19, et que même s'il y a une recrudescence de nouveaux cas détectés de la maladie de Kawasaki, ils restent peu nombreux dans l'absolu (125 nouveaux cas en France dont un décès, une cinquantaine de cas au Royaume-Uni dont un décès, 10 en Belgique, 3 aux États-Unis). Et en soi, il n'est même pas sûr que ces enfants soient porteurs de la maladie de Kawasaki elle-même : il se peut qu'ils soient plutôt atteints par des « symptômes de type Kawasaki » mais pas forcément par la maladie elle-même. Les liens éventuels entre la maladie de Kawasaki, une cause infectieuse — dont le SARS-CoV-2 — et la cytokine, sont donc des pistes d'études, mais ces liens n'étaient pas confirmés fin avril 2020. À Paris toutefois, tous les cas (une vingtaine) atteints par cette forme ont été identifiés comme positifs au Sars-CoV-2.
L'OMS a lancé fin avril une investigation sur un lien possible entre le nouveau coronavirus et ce syndrome qui affecte de jeunes enfants.
Une étude menée par le service de pédiatrie générale de l'hôpital Robert Debré à Paris est publiée le 20 juillet 2020. Elle relève qu'en avril 2020, soit deux semaines après le pic de l'épidémie en France, les admissions de cas de Kawasaki avaient augmenté de +497%, puis qu'ils s'étaient effondrés durant le confinement. Le coronavirus SARS-CoV-2 étant le seul agent infectieux circulant massivement en France à cette période, cette étude prouve l'existence d'un lien entre la Covid-19 et ces cas de maladie de Kawasaki. Elle nomme également cette variante spécifique de la maladie Kawa-Covid-19. Les auteurs rappellent que les cas de Kawa-Covid-19 restent cependant rares en nombre absolus.

## Traitement
Il existe des recommandations publiées par l'American Heart Association en 2017, portant sur le diagnostic, la prise en charge et le traitement de la maladie de Kawasaki.
L'aspirine est utilisé comme anti-agrégant plaquettaire et comme anti-inflammatoire même si l'effet réel sur la maladie n'est pas formellement démontré.
Une cure unique d'immunoglobulines polyvalentes en intraveineuse à forte dose (2 g·kg-1 en deux jours) permet d'améliorer substantiellement l'état de l'enfant et réduit le risque de complications cardiaques.
En cas de récidives ou de formes résistantes, l'infliximab, les corticoïdes ont été testés avec un certain succès. L'ajout de la ciclosporine permet de diminuer le risque d'atteinte des artères coronaires.
Dans les formes graves, l'association d'immunoglobulines et de corticoïdes pourrait améliorer le pronostic cardiaque.

## Surveillance
L'échographie du cœur permet de mesurer la dilatation des artères gauche et droite. Pour les enfants dont la maladie est survenue après l'âge de cinq ans, une épreuve d'effort peut être faite à partir de 6 ans.
Les cas non compliqués se résolvent sans séquelles, alors que les patients atteints d'anévrysmes artériels des coronaires sont exposés à un risque plus élevé d'événements cardiovasculaires à long terme tels qu'une cardiopathie ischémique prématurée.